# Игра слов. Переводчица олигарха
«Игра слов. Переводчица олигарха» (фр. La traductrice) — фильм режиссёра Елены Хазановой. Премьера состоялась 8 августа 2006 года.

## Сюжет
Ирина и её мать живут в Женеве. К матери в гости приезжает её старый знакомый Олег. Он предлагает Ирине поработать переводчицей Ивана Ташкова, русского олигарха, находящегося под следствием в Швейцарии.

## В ролях
| Актёр               | Роль                        |
| ------------------- | --------------------------- |
| Юлия Батинова       | Ирина Добровольская         |
| Бруно Тодескини     | Майяр                       |
| Александр Балуев    | Иван Ташков                 |
| Сергей Гармаш       | Олег                        |
| Нина Русланова      | тётя Нина                   |
| Елена Сафонова      | Марина                      |
| Александр Адабашьян | отец Ирины                  |
| Всеволод Шиловский  | Полесов, коллекционер жуков |
| Georges Guerreiro   | Батлер                      |
| Жак Мишель          | судья Пекари                |
| Брижит Россе        | Жоан Бардон                 |
| Гаспар Бош          | Лекка                       |
| Пьер Арбель         | прокурор Делалуа            |
| Филипп Лёшер        | председательствующий судья  |

Фильм снят на русском и французском языках без дубляжа и перевода.

## Награды
В 2007 году на кинофестивале Золотой орёл фильм был номинирован в категории «Лучшая мужская роль» (Александр Балуев).
Хазанова действительно работала переводчицей у одного женевского адвоката и была знакома с историей Михася: «Сюжет фильма вынашивался в течение семи лет, продумывалась каждая деталь. Например, ситуацию с поиском отца героини я выдумала, она не имеет ко мне никакого отношения. Мой отец уехал из России в Швейцарию вместе со мной. В общем-то, именно „Переводчицу“ я считаю своим по-настоящему первым фильмом. Да, картина снята на „русском“ материале, но рассказывает о вещах, вполне доступных и близких пониманию европейцев — подлость, обман, цинизм, предательство, утрата иллюзий. Впрочем, я не отделяю Россию от Европы. Конечно, есть определённый культурологический порог, есть взаимные стереотипы, есть разница или, скорее, двойственность в восприятии некоторых моральных проблем, поступков и явлений, но духовные ценности у нас едины. И я стараюсь работать как бы на стыке двух культур, чтобы помочь и той и противоположной стороне лучше понять друг друга…»